# Le Prisonnier du Caucase (film)
Pour les articles homonymes, voir Le Prisonnier du Caucase.
Pour plus de détails, voir Fiche technique et Distribution.
Le Prisonnier du Caucase (Кавказский пленник, Kavkazski plennik) est un film kazakho-russe réalisé par Sergueï Bodrov, sorti en 1996.

## Synopsis
Deux soldats russes capturés par des Tchétchènes lors d'une patrouille sont retenus en otage par le chef du village qui veut les échanger contre son fils, lui-même retenu par les Russes.

## Fiche technique
- Titre : Le Prisonnier du caucase
- Titre original : Кавказский пленник, Kavkazski plennik
- Réalisation : Sergueï Bodrov
- Scénario : Arif Aliyev, Sergueï Bodrov et Boris Giller, d'après Le Prisonnier du Caucase de Léon Tolstoï
- Musique : Leonid Dessiatnikov
- Photographie : Pavel Lebechev
- Montage : Alan Baril, Vera Krouglova
- Décors : Valery Kostrine et Igor Morozov
- Costumes : Vera Romanova
- Production : Sergueï Bodrov, Carolyn Cavallero, Edouard Krapivski et Boris Giller
- Pays de production :  Russie -  Kazakhstan
- Langues originales : russe, turc, géorgien, tchétchène
- Format : couleur
- Genre : film de guerre
- Durée : 98 minutes
- Date de sortie : 1996

## Distribution
- Oleg Menchikov : Alexandre (Sacha) Kostyline
- Sergueï Bodrov, Jr. : Ivan (Vania) Jiline
- Susanna Mekhralieva : Dina
- Yemal Sikharoulidze : Abdoul-Mourat
- Alexandre Boureïev : Hassan
- Valentina Fedotova : la mère de Jiline
- Alexeï Jarkov : Maslov, le commandant russe

## Distinctions
- Prix FIPRESCI au Festival de Cannes 1996
- Globe de cristal 1996 du festival international du film de Karlovy Vary